# Anthene buchholzi
Anthene buchholzi är en fjärilsart som beskrevs av Carl Plötz 1880. Anthene buchholzi ingår i släktet Anthene och familjen juvelvingar. Inga underarter finns listade i Catalogue of Life.